# John Klintberg
John Klintberg (John Julius Klintberg; * 6. Februar 1885 in Böda, Borgholm; † 16. Dezember 1955 in Johanneshov, Stockholm) war ein schwedischer Langstreckenläufer.
Bei den Olympischen Spielen 1912 in Stockholm erreichte er im Crosslauf nicht das Ziel.